# یون سان ها
یون سان ها (کره‌ای: 윤산하؛ زادهٔ ۲۱ مارس ۲۰۰۰) که بیشتر با با نام سان‌ها (کره‌ای: 산하؛ انگلیسی: Sanha) شناخته می‌شود، خواننده، بازیگر و مدل اهل کره جنوبی زیر نظر فنتجیو است. او یکی از اعضای گروه پسرانهٔ کره‌ای آسترو است.

## فیلم‌شناسی

### مجموعه تلویزیونی
| سال  | عنوان                    | نقش          | توضیحات | منابع |
| ---- | ------------------------ | ------------ | ------- | ----- |
| ۲۰۲۲ | عشق دیوانه‌وار            | لی سو هو     |         | [ ۱ ] |
| ۲۰۲۳ | درام ویژه – Choseon Chef | کیم یو       | فصل ۱۴  | [ ۲ ] |
| ۲۰۲۴ | عشق در خانه              | بیون هیون جه |         | [ ۳ ] |

### مجموعه اینترنتی
| سال       | عنوان         | نقش        | منابع       |
| --------- | ------------- | ---------- | ----------- |
| ۲۰۱۵      | ادامه دارد    | خودش       | [ ۴ ]       |
| ۲۰۱۹      | سول پلیت      | فرشته میرل | [ ۵ ]       |
| ۲۰۱۹–۲۰۲۰ | فرمول عشق 11M | ته اوه     | [ ۶ ]       |
| ۲۰۲۱      | پلی‌لیست تو    | بیگ ددی    | [ ۷ ] [ ۸ ] |

### برنامه تلویزیونی
| سال       | عنوان                  | نقش                     | توضیحات                    | منابع  |
| --------- | ---------------------- | ----------------------- | -------------------------- | ------ |
| ۲۰۱۸      | پادشاه خواننده نقابدار | شرکت کننده (پسر پاییزی) | قسمت ۱۷۱                   | [ ۹ ]  |
| ۲۰۱۸      | یوگوبارا               | مجری                    | به همراه اومجی از جی‌فرند   | [ ۱۰ ] |
| ۲۰۱۹      | قانون جنگل - میانمار   | عضو گروه بازیگران       |                            |        |
| ۲۰۲۰–۲۰۲۲ | شو چمپین               | میزبان                  | به همراه مون‌بین و کانگ مین | [ ۱۱ ] |

### برنامه اینترنتی
| سال  | عنوان      | نقش               | توضیحات                              | منابع  |
| ---- | ---------- | ----------------- | ------------------------------------ | ------ |
| ۲۰۲۱ | اینسا اوپا | عضو گروه بازیگران |                                      | [ ۱۲ ] |
| ۲۰۲۲ | چالش       | میزبان            | تیک‌تاک استیج آن ایر؛ به همراه مون‌بین | [ ۱۳ ] |